# Зетски пут
Зетски пут је био средњовековни пут који је повезивао Јадран са средњовековном српском државом. Почињао је од ушћа Бојане, скадарске луке (алтернативно Бар па Цетиње) долином реке Дрине до Призрена, затим до Липљана, па преко Новог Брда до Врања и Ниша.
Република Венеција и Рагуса користиле су пут за трговину са Србијом и Бугарском. Од Ниша је древни римски пут Виа Милитарис настављао све до Цариграда. Пут је престао да се употребљава османским освајањем овог дела Србије 1392. године, након ранијих османских освајања јужних провинција Македоније (1371).
Млетачки трговци, који су најчешће употребљавали овај пут, користили су га за извоз пшенице, животиња, сребра и грожђа из Србије и Бугарске у Италију. Била је међу најважнијим комуникационим везама Рагузе и њеног залеђа. Други пут који је повезивао залеђе Србије са Јадраном био је пут од Ниша, преко тадашње рударске покрајине Копаоник, до Виа Дрине. Два друга мања пута ишла су кроз Босну на североисток: један је био Виа Нарента, прелазећи кањоне Неретве, а други Виа Аргентариа, који је повезивао Сплит са рудницима сребра на Илиџи и Сребреници, а даље за Сремску Митровицу на север.
Имао је важну културну улогу као у повезивању залеђа са јадранским градовима који су такође имали латинско становништво, као и са Венецијом.